# Epperly Ridge
Epperly Ridge är en bergstopp i Antarktis. Den ligger i Västantarktis. Chile gör anspråk på området. Toppen på Epperly Ridge är 2 603 meter över havet.
Terrängen runt Epperly Ridge är bergig åt sydväst, men åt nordost är den kuperad. Trakten är obefolkad. Det finns inga samhällen i närheten. 